# Jerzy Grzanka
Jerzy Grzanka (ur. 4 lipca 1926 w Bydgoszczy, zm. 2 grudnia 2007) – polski prawnik, w młodości lekkoatleta, sprinter.
Ukończył studia na Wydziale Prawa i Administracji Uniwersytetu Mikołaja Kopernika w Toruniu w 1952.
W młodości uprawiał lekkoatletykę. Był mistrzem Polski w sztafecie 4 × 100 metrów, sztafecie szwedzkiej i sztafecie olimpijskiej w 1947 oraz w sztafecie 4 × 400 metrów 1948 i 1951, a także wicemistrzem w sztafecie 4 × 400 metrów w 1947.
Był zawodnikiem HKS Bydgoszcz, AZS Toruń, Gwardii Bydgoszcz i OWKS Bydgoszcz.
Rekordy życiowe:
| Konkurencja        | Data i miejsce              | Wynik |
| ------------------ | --------------------------- | ----- |
| bieg na 100 metrów | 9 czerwca 1951, Bydgoszcz   | 10,8  |
| bieg na 200 metrów | 12 września 1948, Bydgoszcz | 22,8  |
| bieg na 400 metrów | 15 sierpnia 1950, Kraków    | 50,9  |

Po zakończeniu kariery był działaczem lekkoatletycznym, pracował jako dyrektor Bydgoskiej Fabryki Narzędzi.